# Narhvalen-klassen (torpedobåd)
 For alternative betydninger, se Narhvalen-klassen. (Se også artikler, som begynder med Narhvalen-klassen)
Narhvalen-klassen bestod af torpedobådene Narhvalen og Havhesten. De blev begge bygget i England (Thornycroft) i 1888 og ankom til Danmark samme år. I størrelse og armering lå de meget tæt på Støren-klassen fra det foregående år. Havhesten kolliderede med Støren i august 1904 i Musholmbugten og sank, men blev senere hævet og repareret. I 1916 blev Narhvalen omdøbt til T. 5 og Havhesten blev omdøbt til T. 4. Begge skibe udgik i 1919.
| Navn      | Kølen lagt | Søsat | Indgået | Navngivet af | Udfaset |
| --------- | ---------- | ----- | ------- | ------------ | ------- |
| Narhvalen | -          | 1888  | 1888    | -            | 1919    |
| Søhesten  | -          | 1888  | 1888    | -            | 1919    |